# Tuditanidae
De Tuditanidae zijn een familie van uitgestorven tuditanomorfe microsauriërs uit het Laat-Carboon. Er zijn fossielen gevonden uit Nova Scotia, Ohio en de Tsjechische Republiek.

## Naamgeving
Een familie Tuditanidae werd in 1875 benoemd door Edward Drinker Cope.

## Beschrijving
Tuditaniden waren middelgrote landbewonende microsauriërs die op hagedissen leken. Postcraniaal materiaal is vooral bekend van het geslacht Tuditanus, wat aantoont dat het qua grootte, verhoudingen en schedelconfiguratie vergelijkbaar was met captorhiniden. Tuditaniden hebben ook een sprongbeen in de enkel ontwikkeld (een reptielachtig kenmerk) door de fusie van verschillende andere botten.
In vergelijking met andere microsauriërs hebben tuditaniden een korte romp, met minder dan dertig presacrale wervels. De ledematen zijn groot en goed ontwikkeld. In tegenstelling tot andere microsauriërs zoals gymnarthriden, bevindt de kaakarticulatie zich aan de achterste rand van de schedel. De tanden zijn stomp en penachtig.
Men denkt dat tuditaniden een vergelijkbare levensstijl hebben gehad als reptielen zoals captorhiniden. Ze waren landbewonend en voedden zich waarschijnlijk met insecten en andere kleine geleedpotigen. De gelijkenis tussen tuditaniden en evenoude reptielen kan door concurrentie hebben bijgedragen aan hun zeldzaamheid in het Laat-Carboon en hun relatief vroege uitsterven vóór het begin van het Perm.